# Ixora finlaysoniana
Ixora finlaysoniana är en måreväxtart som beskrevs av Nathaniel Wallich och George Don jr. Ixora finlaysoniana ingår i släktet Ixora och familjen måreväxter. Inga underarter finns listade i Catalogue of Life.